# Limerick Lake
Limerick Lake är en sjö i Kanada.   Den ligger i countyt Hastings County och provinsen Ontario, i den sydöstra delen av landet, 160 km väster om huvudstaden Ottawa. Limerick Lake ligger 313 meter över havet. Arean är 8,0 kvadratkilometer. Den sträcker sig 5,0 kilometer i nord-sydlig riktning, och 6,0 kilometer i öst-västlig riktning.
I omgivningarna runt Limerick Lake växer i huvudsak blandskog. Trakten runt Limerick Lake är nära nog obefolkad, med mindre än två invånare per kvadratkilometer.